# Saint-Germain-d'Anxure
Saint-Germain-d'Anxure is een gemeente in het Franse departement Mayenne (regio Pays de la Loire) en telt 273 inwoners (2004). De plaats maakt deel uit van het arrondissement Mayenne.

## Geografie
De oppervlakte van Saint-Germain-d'Anxure bedraagt 10,5 km², de bevolkingsdichtheid is 26,0 inwoners per km².

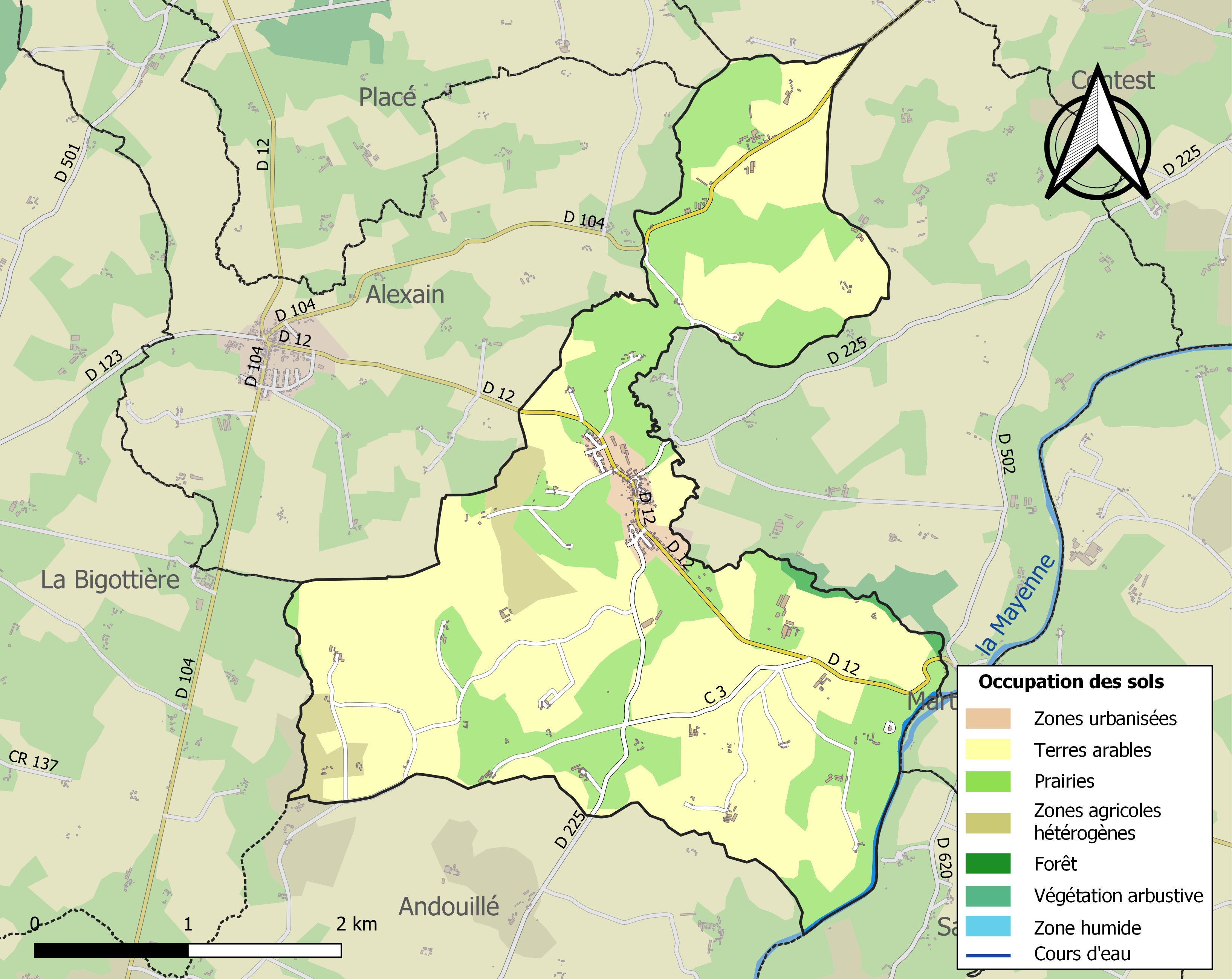
Kaart van de gemeente met de belangrijkste infrastructuur, bodemgebruik en omliggende gemeenten

## Demografie
Onderstaande figuur toont het verloop van het inwonertal (bron: INSEE-tellingen).
1. ↑  Populations de référence 2022.